# 凌焯
凌焯（？—？），字鏡之，號西圃，四川中江人，咸豐己未恩科舉人，是一名清朝政治人物。
凌焯曾于1888年接替杨开第任华亭县知县一职，1889年由葛培义接任。
歷任金壇縣、丹陽縣、吳縣